# Взятие Киева (1169)
Киевский поход 1169 года — военная кампания эпохи феодальной раздробленности на Руси, в результате которой коалиция из одиннадцати русских князей, возглавляемая Мстиславом Андреевичем, сыном владимиро-суздальского князя Андрея Боголюбского, взяла штурмом Киев и подвергла его двухдневному разграблению.
В практике княжеских междоусобиц, участившихся на Руси в XII веке, это было первым случаем разорения великокняжеского престола, повторившимся в домонгольский период лишь однажды (во время погрома Киева лидером смоленских Рюриковичей князем Рюриком Ростиславичем в 1203 году). Впервые князь, завладевший Киевом, не стал править в нём сам и не передал его старшему родственнику, а передал своему ставленнику, отделив, как писал Ключевский, старшинство от места. Организатором похода выступил Андрей Боголюбский, стремившийся сместить княжившего в тот момент в Киеве волынского князя Мстислава Изяславича. Согласно менее распространённой точке зрения, инициатива похода принадлежала другим участникам коалиции: Ростиславичам, или Ольговичам .

## Предыстория
К середине XII века на Руси на смену периоду относительного единства пришёл период феодальной раздробленности. Древнерусское государство фактически распалось на отдельные земли, в большинстве из которых утвердились отдельные ветви династии Рюриковичей. Среди них четыре сильнейшие во многом определяли ход всех княжеских усобиц. Это были Юрьевичи Суздальские, Изяславичи Волынские, Ростиславичи Смоленские и Ольговичи Черниговские.
Тем не менее, Киев оставался столицей Руси и считался общим владением княжеского рода. Киевское княжество с этого времени стало именоваться «Русской землёй» в узком смысле слова и собственной династии оно не имело: все его столы занимались князьями, приходившими из других земель. Тот, кто контролировал Киев, получал титул великого князя и мог претендовать на главенство в династии Рюриковичей. При этом даже с учётом уменьшения реального политического влияния Киевская земля оставалась одним из наиболее развитых и густонаселённых регионов Руси. Поскольку в Киеве жил митрополит и находились главные храмы и монастыри, он являлся неоспоримым культурным и религиозным центром всей Руси.
Наступление раздробленности являлось закономерным процессом. Её положительной стороной стало появление и динамичное развитие новых региональных центров при одновременном сохранении общерусских религиозных, культурных и династических связей. А отрицательной — нарастающие усобицы, которые вели к ослаблению оборонного потенциала и ожесточению нравов.
В ходе борьбы за киевское княжение против Изяслава Давыдовича черниговского Мстислав Изяславич дважды одерживал победы и занимал Киев, но оба раза отдавал его своему дяде Ростиславу Мстиславичу по праву старшинства. Уже тогда Мстислав добился владения Поросьем, но после смерти Ростислава (1167) стал претендовать на все киевские земли, которые занимали Ростиславичи. В 1168 году Мстислав провёл успешный поход на половцев силами почти всех южнорусских княжеств, в связи с чем летописец говорит, что тогда Ольговичи были в воле Мстислава. Также его союзником с походов рубежа 1150—1160-х годов оставался Ярослав Осмомысл галицкий. Мстислав уступал в родовом старшинстве своему двоюродному дяде Андрею Боголюбскому и родному дяде Владимиру Мстиславичу, однако превосходил последнего по личным заслугам и авторитету настолько, что уже в 1154 году успешно пренебрёг претензиями последнего на волынский престол, а в 1167 году — на киевский.
Конфликт начался на севере: в 1168 году ставший новгородским князем Роман Мстиславич провёл походы на Полоцкую землю (войска не дошли 30 вёрст до Полоцка) и в Смоленскую землю под Торопец. Возможно, неправильно оценив стратегическую обстановку, Мстислав послал Михалку Юрьевича с частью дружины и чёрными клобуками («бастиевой чадью») в Новгород на помощь Роману (поход на Новгород Андрей Боголюбский предпринял следующей зимой). Но по дороге Михалко из-за измены чёрных клобуков был перехвачен Рюриком и Давыдом Ростиславичами возле Мозыря и взят в плен.

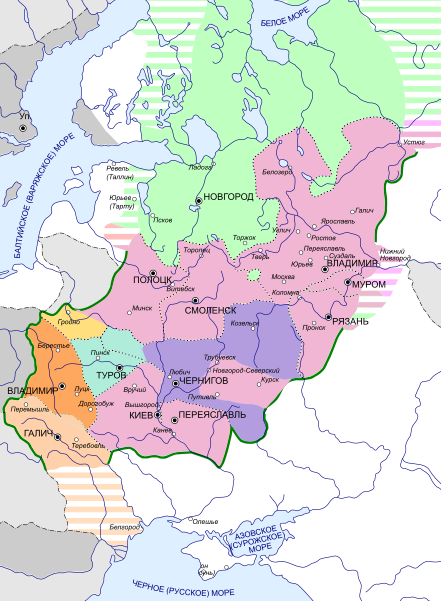
Розовым цветом отмечены княжества, пославшие войска на Киев в 1169 году

## Состав участников
В походе на Киев приняли участие 11 князей: младшие братья Андрея Боголюбского: Глеб Юрьевич Переяславский и Всеволод Юрьевич (будущий Всеволод Большое Гнездо), их племянник Мстислав Ростиславич; князья смоленской ветви Мономаховичей: Роман Ростиславич Смоленский, Рюрик Ростиславич Овручский (через 34 года разграбивший Киев повторно во время собственного похода), Давыд Ростиславич Вышгородский и Мстислав Ростиславич Белгородский (тёзка предыдущего); Ольговичи: Олег Святославич Новгород-Северский, Игорь Святославич Курский и Путивльский (будущий участник похода на половцев и герой «Слова о полку Игореве»); Владимир Андреевич Дорогобужский; командование осуществляли сын Андрея Боголюбского Мстислав Андреевич и опытный суздальский воевода Борис Жидиславич. В составе войска находились контингенты из других городов владимиро-суздальской земли: упоминаются ростовцы, владимирцы и суздальцы; а также полочане, являвшиеся союзниками Ростиславичей, и муромцы с рязанцами, являвшиеся союзниками Андрея. Упоминание поганых (см. ниже) позволяет предполагать, что среди участников похода были половцы, однако по контексту гораздо вероятнее, что это торки и берендеи, находившиеся в Киеве в дружине самого Мстислава Изяславича. Возможно, это просто фигура речи.
Из крупных князей сторонниками Мстислава Изяславича на тот момент являлись галицкий князь Ярослав Осмомысл (непосредственного участия в конфликте не принимал), сыновья самого Мстислава: Роман, правивший в Новгороде, и Святослав, оставшийся вместо отца на Волыни, брат Ярослав Изяславич, правивший в Луцке, Иван Юрьевич Туровский с братьями, Всеволодовичи Городенские, а также брат Андрея Боголюбского — Михалко Юрьевич, правивший в Городце-Остёрском. Нейтральным по отношению к конфликту остался князь Святослав Всеволодович Черниговский, старший в ветви Ольговичей

## Ход осады и штурм

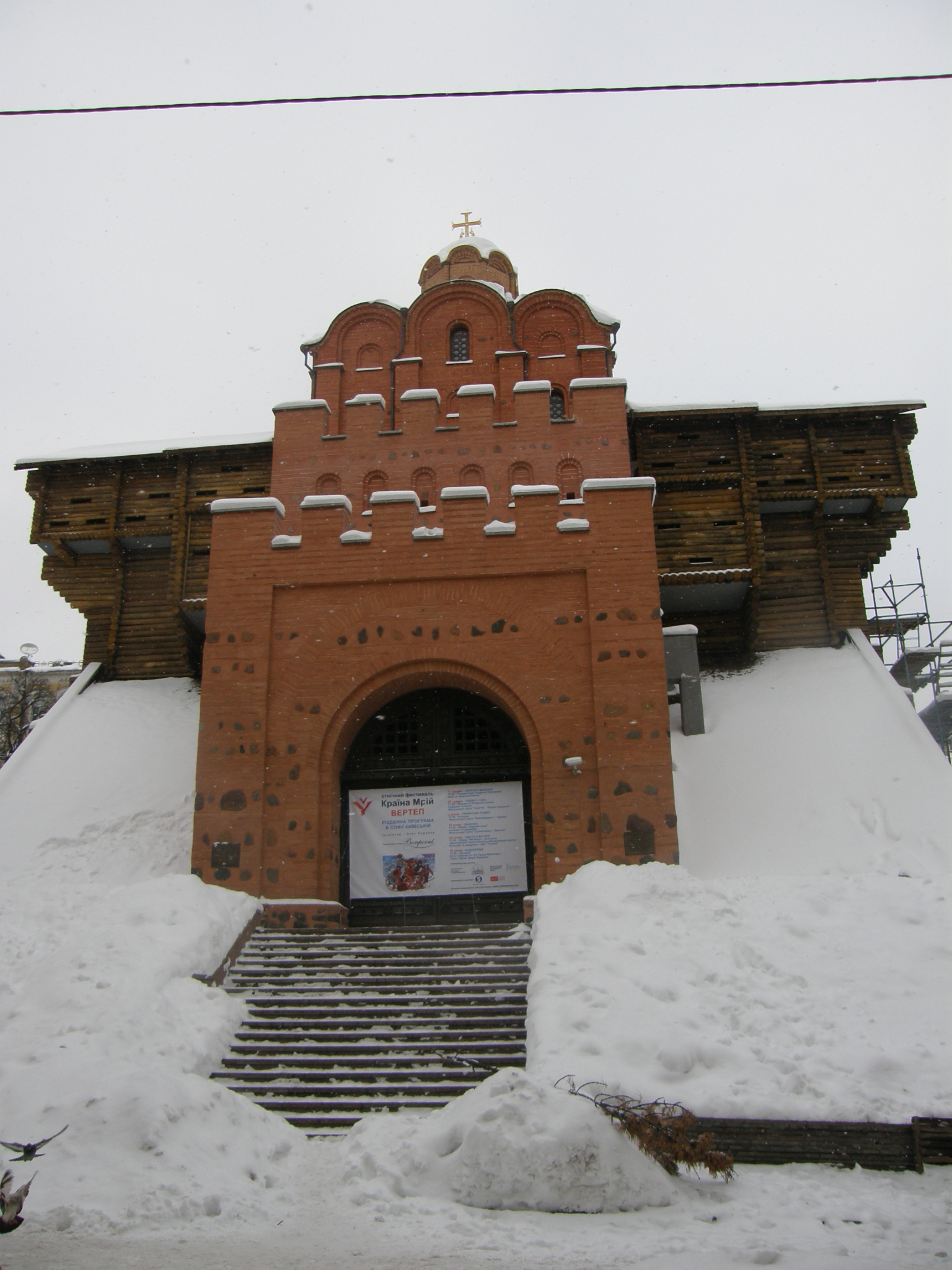
Реконструкция Золотых ворот в Киеве

Сбор всех сил состоялся в Вышгороде. 9 марта 1169 года в «Фёдоровы недели» войско подошло к Киеву, встав у урочища Дорогожичи под Кирилловским монастырём. Союзники Мстислава Изяславича помощь не прислали, а у него самого не было достаточно сил для полевого сражения. Он затворился в городе и стал отбивать приступы. Чёрные клобуки (торки и берендеи), находившиеся в Киеве с Мстиславом, изменили ему. На третий день осады нападавшие прошли через Юрковицкий ручей и атаковали Киев с другой, менее защищённой, стороны. Дружина предложила Мстиславу покинуть город, поскольку победить в таком противостоянии не представлялось возможным. Князь, оставив в Киеве жену и сына, с малой дружиной вырвался из города и бежал в сторону Василева. По дороге его нагнала и расстреляла стрелами в спину бастиева чадь. Многие знатные дружинники Мстислава были взяты в плен. Среди них: Дмитр Хоробрый, дворский Олекса, Сбыслав Жирославич, Иванко Творимирич и княжеский тивун Родион. За рекой Уновь (приток Ирпени) Мстислав встретился со своим братом Ярославом, который, вероятно, шёл ему на помощь, и они вместе уехали на Волынь.
Киев был взят в среду 12 марта во вторую неделю Великого поста. Осаждающие войска вошли в город и подвергли его страшному разгрому. В летописях он описан так:

 И два дня грабили весь город, Подол и Гору, и монастыри, и Софию, и Десятинную Богородицу, и не было помилования никому и ниоткуда - церквам горящим, христианам убиваемым либо вязаным. Жены уводимы были в плен, отлучаемые силою от мужей своих, младенцы рыдали, взирая на матерей своих. Взяли множество имущества, церкви обнажили от икон, книг, риз, и колоколы вынесли. Всеми смольнянами, и суздальцами, и черниговцами, и Ольговой дружиною все святыни взяты были. Зажжен было погаными монастырь Печерской Святой Богородицы, но Бог молитвами Святой Богородицы сберег от таковой утраты. И было в Киеве всем людям стенание, и туга, и скорбь неутешимая, и слёзы непрестанные. Все же это случилось из-за наших грехов.
Оригинальный текст (древнерусск.) и грабиша за . в҃  . дн҃и весь град̑ Подолье и Гору . и манастыри  . и Софью . и Десѧтиньную Бц҃ю и не бъıс̑ помилованиӕ . никомүже ни ѿкүдүже црк҃вамъ горѧщимъ . крс̑тьӕномъ  оубиваемомъ  другъıм̑ вѧжемымъ . женъı ведоми  бъıша въ плѣнъ . разлучаеми нужею ѿ мужии  своих̑ . младенци рыдаху зрѧще  мт҃рии своихъ . и взѧша имѣньӕ  множьство  . и црк҃ви ѡбнажиша иконами и книгами . и ризами и колоколы . изнесоша . всѣ Смолнѧне и Соуждалци и Черниговци . и Ѡлгова дружина . и всѧ ст҃ни  взата  бъıс̑ зажьже бъıс̑ и манастырь Печерьскыи ст҃ыӕ Бц҃а ѿ поганых но Бъ҃ млт҃вами ст҃ыӕ Бц҃а съблюде и ѡ  таковыӕ . нужа . и быс̑ в Киевѣ на всих̑  члв҃цехъ стенание и туга . и скорбь  не оутѣшимаӕ  . и слезы непрѣстаньныӕ  . си  же всѧ сдѣӕшас̑  грѣхъ . ради нашихъ 

— Ипатьевская летопись, статья 6679

И весь Киев пограбили, и церкви, и монастыри, в течение трёх дней, и иконы забрали, и книги, и ризы. Это случилось за грехи их, особенно же за митрополичью неправду.
Оригинальный текст (древнерусск.) и весь Къıѥвъ пограбиша . и церкви . и манастъıрѣ . за . г҃ . дн҃и . и иконъı поимаша . и книгъı . и ризъı . се же здѣӕсѧ за грѣхъı ихъ . паче же за митрополичю неправду. 

— Лаврентьевская летопись, статья 6676
Новгородская первая летопись о взятии Киева умалчивает:

Ходили Ростиславичи с Андреевичем и со смолянами, и с полочанами, и с муромцами, и с рязанцами на Мстислава к Киеву. Он же не бился с ними, но оставил по своей воле Киев.
Оригинальный текст (древнерусск.) Въ то же врѣмя ходиша Ростиславици съ Андреевицьмь и съ смолняны и съ полочяны и съ муромьци и съ рязаньци на Мьстислава Кыеву; онъ же не бияся с ними, отступи волею Кыева.

— Новгородская первая летопись, статья 6676
Взятие Киева воспринималось современниками как нечто беспрецедентное: «егоже не было никогдаже», писал суздальский летописец. Вместе с тем данная фраза сказана им не в связи с разорением города и по контексту может допускать другое толкование — пояснение, что Киев прежде никогда не находился в руках Андрея Боголюбского.
Постигшее город бедствие в соответствии с христианской картиной мира воспринималось древнерусскими летописцами как наказание за грехи перед Богом и не связывалось со злой волей участников похода. Фразы, описывающие разорение, являются скрытыми цитатами из Библии. Падение Киева в них уподобляется падению Иерусалима.

## Дальнейшие события

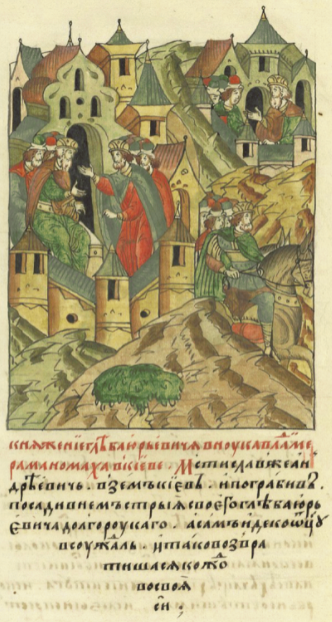
Мстислав Андреевич сажает на Киевское княжение Глеба. Миниатюра из Лицевого летописного свода XVI века

Киевский престол был передан младшему брату Андрея Боголюбского — Глебу Юрьевичу Переяславскому. В 1170 году Боголюбский послал войска под руководством своего сына Мстислава со смолянами, рязанцами и муромцами на Новгород, где ещё княжил сын изгнанного из Киева князя, Роман Мстиславич. Формальной причиной послужил спор за «Двинскую пошлину», которую получал Новгород от финно-угорских племён и которую с 1169 года двинцы начали платить Суздалю. 22 февраля 1170 года союзники окружили город, однако Новгород выстоял. Тогда Андрей Боголюбский применил экономическую блокаду против Новгорода, и через полгода новгородцы попросили мира и князя на престол.
Между тем Мстислав, собрав войска, в начале 1170 года пошёл на Киев. Глеб Юрьевич, не имея поддержки местного населения и сил защищаться, отошёл в Переяславль и послал к половцам за помощью, а его соперник вошёл в город. Однако и пребывание Мстислава в Киеве оказалось коротким. В очередной раз оставив великокняжеский стол и направляясь на Волынь за новыми войсками, Мстислав заболел и умер (1170). Вскоре умер и Глеб (1171; предположительно, был отравлен, как и его отец Юрий Долгорукий). По распоряжению Боголюбского киевский стол занял Роман Ростиславич, но после отказа расследовать смерть Глеба был отослан Андреем обратно в Смоленск. Однако младшие братья Романа не собирались подчиняться указам Андрея, заявив ему: «Мы до сих пор почитали тебя как отца; но если ты прислал к нам с такими речами, не как к князю, но как к подручнику, то делай, что задумал, а Бог нас рассудит».
Пытаясь вновь подчинить себе Киев, Боголюбский послал туда огромное войско. В течение 9 недель оно безуспешно осаждало Вышгород, в котором укрылся Мстислав Ростиславич, и в ночь на 19 декабря 1173 года было разбито войском луцкого князя Ярослава Изяславича, признанного старшим Ростиславичами и поддержанного галичанами.
В 1174 году Андрей был убит в результате боярского заговора. На владимирский стол после войны между родственниками Андрея взошёл Всеволод Большое Гнездо. К концу века он добился положения неформального лидера среди всех русских князей, но не предпринимал попыток лично сесть в Киеве, предпочитая быть арбитром в спорах за него между южнорусскими князьями.

## Последствия
Связь между киевским княжением и статусом самого сильного князя отныне стала необязательной. В последующее время старшие суздальские и волынские князья предпочитали передавать Киев своим второстепенным родственникам, а черниговские и смоленские — чаще правили лично, в том числе в соправительстве («дуумвирате» 1181—1194). Особенно острой борьба за Киев была в первое десятилетие XIII века (2 января 1203 года город подвергся второму разгрому, на этот раз от рук смоленского князя Рюрика Ростиславича, черниговцев и половцев) и в середине 1230-х. Киев продолжал выполнять роль координационного центра совместных общерусских походов, из них особенно крупные: в 1184 году против половцев (Битва на реке Орели) и в 1223 году против монголов (Битва на реке Калке). Он оставался крупнейшим городом Руси и столицей митрополии, сохраняя свой сакральный статус. Тем не менее, политическое значение города неуклонно уменьшалось. Накануне и в первое время после монгольского нашествия в Киеве не было князей, и управление осуществлялось наместниками.

## Оценка события в историографии
В дореволюционной историографической традиции, восходящей к В. Н. Татищеву и Н. М. Карамзину, нежелание Андрея занять киевский стол трактовалось как перенос столицы Руси из Киева во Владимир или как разделение Руси на две части: Киевскую и Владимирскую. В современной литературе это мнение обычно отвергается как не имеющее под собой фактической основы. Гегемония Андрея продолжалась очень короткое время. Признание старейшинства зависело теперь только от личности того или иного князя, а не прилагалось к его городу. Номинально Киев всё равно остался старейшим столом. К князьям, когда-либо в течение жизни побывавших на нём, продолжал прилагаться титул князей «всея Руси».
Н. М. Карамзин пишет, что впервые Киев не сам сдался и открыл Золотые ворота, а был взят силой, приступом. И сетует, что грабители, разоряя Киев, «забыли что они россияне».
С. М. Соловьёв в своей «Истории России с древнейших времён» называет решение Андрея остаться во Владимире-на-Клязьме «событием величайшей важности, событием поворотным, от которого история принимала новый ход, с которого начинался на Руси новый порядок вещей».. Дальше он пишет «теперь отделится обширная область с особым характером природы, народонаселения, с особыми стремлениями, особыми гражданскими отношениями. То важное явление, которое послужило поводом к разделению Южной и Северной Руси, именно поступок Боголюбского, когда он не поехал в Киев, остался на севере и создал себе там независимое, могущественное положение… север начинал свою историческую жизнь этим шагом князя своего к новому порядку вещей.».
В. О. Ключевский, говоря о значении события, охарактеризовал его как «разрыв народности», обозначившийся «кровавой полосой». Случившееся он объяснял «отчуждением между северными переселенцами и покинутой ими южной родиной» и оценил действие Андрея как попытку «произвести переворот в политическом строе Русской земли». По его словам, так смотрели на ход дел и современники: «по их взгляду, со времени этого князя великое княжение, дотоле единое киевское, разделилось на две части: князь Андрей со своей северной Русью отделился от Руси южной, образовал другое великое княжение. Суздальское, и сделал город Владимир великокняжеским столом для всех князей».
По мнению М. С. Грушевского, во взятии Киева в 1169 году есть две черты, отличающие названное событие от прежних междоусобий: это разорение Киева и тот факт, что победитель остался княжить на севере. Никогда ещё не было на Руси такого горя, говорит историк, чтобы свои же разорили Киев.
Н. Н. Воронин оценивал взятие и разорение Киева как «удар не только как по его политическому престижу, но, главным образом, по престижу церковному», что, в свою очередь, было связано с отказом митрополита киевского и всея Руси Константина поставить кандидата Андрея Боголюбского — Феодора — архиепископом Ростовским.
Л. Н. Гумилёв назвал разорение Киева «ярким примером утраты этнической комплементарности». По его мнению, приказ Андрея Боголюбского показывает, что для него и его дружины (то есть суздальцев, черниговцев и смолян) Киев был «столь же чужим, как какой-нибудь немецкий или польский замок». До этого момента на Руси было принято поступать подобным образом только с иностранными городами, на княжеские междоусобицы практика разорения никогда не распространялась. Последнее утверждение справедливо в отношении Киева, но не более мелких городов.
Похожим образом комментировал действия Боголюбского О. И. Прицак — рассматривая их в ключе «сепаратизма Владимиро-Суздальской земли», историк писал: «Половецкая ненависть к Киеву и его культурной ценности побудила Андрея-Китая (мать Андрея Боголюбского была половчанкой, и в дополнение к христианскому имени Андрей он имел половецкое имя Китай) разграбить и разрушить Киев в 1169 году, используя эти варварские методы для того, чтобы старейший центр утратил свою привлекательность». По мнению другого американского исследователя — Я. Пеленского, Андрей Боголюбский имел целью уничтожение Киева как центра власти и престижа на Руси и последующее включение его в новую политическую систему с центром во Владимире-на-Клязьме.
Современными украинскими и российскими историками идея о существовании какого-либо антагонизма между Киевом и Суздалем воспринимается скептически.
По мнению П. П. Толочко, в походе на Киев принимали участие «не только и даже не столько суздальские силы, сколько южнорусские».
Н. Ф. Котляр считает, что одна из главных ролей в коалиции принадлежала черниговским Ольговичам.
А. П. Толочко, критикуя построения Ключевского, отмечает, что тот совершенно напрасно «ссылается на мнение летописцев-современников Андрея. Как раз у них о разделении Руси на два великих княжения мы не найдём ни слова, ни даже намёка. Никак не комментируют они и отказ Андрея перейти в Киев (идея отказа не могла бы прийти им в голову — Андрей Киевом так никогда и не завладел)». По мнению исследователя, весь образ событий, сложившийся в историографии XIX века, возник по недоразумению из-за нескольких вымышленных известий, введённых в оборот Татищевым.
В. Ю. Аристов, отмечая, что Андрей Боголюбский сам в походе не участвовал, считает, что суздальский князь даже не являлся его инициатором (именно так видел ситуацию новгородский летописец, у которого первыми в коалиции упомянуты Ростиславичи). Стереотипное внимание к Андрею Боголюбскому объясняется его важностью для «московско-российской исторической традиции». Исследователь отмечает, что как и все другие военные столкновения, имевшие место в Киеве в домонгольский период, поход 1169 года нет оснований считать катастрофическим для города и вообще хоть в чём-то уподоблять нашествию Батыя 1240 года. Событие не имеет археологических следов. Город не разрушали, в нём не было уличных боёв и непогребённых тел.
А. А. Горский сомневается в том, что Андрей Боголюбский, отправляя на Киев своего сына Мстислава, велел ему разграбить город. По его словам, целью похода было лишь изгнание из Киева политического соперника Мстислава Изяславича. Погром Киева, по его мнению, был проявлением спонтанного ожесточения среди воинов коалиции Андрея Боголюбского, что было обусловлено упорной обороной города.
По мнению А. П. Пятнова, «значение общерусской столицы Киев утерял безвозвратно, но и ни один другой город Руси не заменил его». Историк считает, что князь Ростислав Мстиславич, чьё правление закончилось в 1167 году, был последним киевским правителем, в союзе с которым состояли практически все русские княжества. После его смерти сопоставимой по авторитету фигуры на Руси не нашлось, что и привело к обострению междукняжеских противоречий.
Е. Д. Подвальнов обращает внимание на то, что взгляды историков сильно отличаются от написанного в летописях и реального значения разорению Киева летописцы не придавали. Из источников не понятно, кто именно был инициатором погрома. Андрей Боголюбский мог отдать такой приказ заранее, но в равной степени возможны ещё несколько догадок. Исследователь особо подчёркивает воинский талант Мстислава Изяславича, которому пришлось действовать в крайне неблагоприятных условиях.